# 罗萨莉娅
罗萨莉娅（英語：Rosalia）是美国华盛顿州惠特曼县的一个城镇，位于该县北部。总人口550（2010年）。海拔682米。罗萨莉娅创建于1870年，得名于创建人T.J. Favorite妻子的名字。1894年3月，该地建制为镇。